# Longeville-sur-Mer
Longeville-sur-Mer è un comune francese di 2 394 abitanti situato nel dipartimento della Vandea nella regione dei Paesi della Loira.

## Società

### Evoluzione demografica
Abitanti censiti